# Irsa (stacja kolejowa)
Irsa (ros. Ирса) – węzłowa stacja kolejowa w miejscowości Irsa, w rejonie kiriskim, w obwodzie leningradzkim, w Rosji. Położona jest na linii Wołchow – Czudowo, z której możliwy jest tu zjazd na linię Mga – Budogoszcz.